# Emca
Emca (in lingua russa Емца) è una città situata in Russia, nell'Oblast' di Arcangelo, più precisamente nel Pleseckij rajon.